# Appleseed Ex Machina
Appleseed Ex Machina est un film d'animation japonais réalisé par Shinji Aramaki et sorti le 20 octobre 2007 au Japon. Toujours d'après l'œuvre originale de Masamune Shirow, on évolue dans la même réalité que le film d'animation Appleseed sorti en 2004.

## Synopsis
L'histoire se déroule dans un univers qui se relève d'une guerre totale. Nous sommes en 2131. Olympus est une nouvelle nation pleine d'utopie qui tente, à l'aide des bioroïds, de créer un nouvel ordre mondial pacifique. Gaïa contrôle cet univers.
Dans ce monde futuriste où la mécanique et la biologie fusionnent, Deunan Knute et son partenaire Briareos Hecatonchires font partie de l'ESWAT, une unité d'élite de la police d'Olympus. Briareos est touché lors d'une explosion et doit faire réparer son corps de cyborg. Deunan se retrouve assignée avec un Bioroïd du nom de Thereus qui se trouve être un clone du Briareos humain, avant sa cybernisation.
Commence alors une enquête sur ce qui lie Poséidon, un consortium industriel de fabrication d'exosquelettes de combats, d'armement, et une organisation terroriste qui sème le chaos.

## Fiche technique
- Titre : Appleseed Ex Machina
- Réalisateur : Shinji Aramaki
- Scénariste : Kiyoto Takeuchi
- Producteur : Terence Chang (en), Joseph Chou, Hidenori Ueki, Naoko Watanabe, John Woo
- Chara-Designer : Masaki Yamada
- Mecha-Designer : Takeshi Takakura
- Images de synthèse (CGI) :

CGI Director : Yasuhiro Ohtsuka
CGI Productor : Yuusaku Toyoshima
- Compositeur : Haruomi Hosono
- Pays d'origine : Japon
- Année de production : 2005
- Format : couleurs - X - 35 mm
- Genre : science-fiction, cyberpunk, action
- Durée : 105 minutes
- Dates de sortie : 20 octobre 2007 au Japon, 11 mars 2008 aux États-Unis.

Le film fut projeté en avant première lors du 16e Festival du film Jules Verne Aventures au Grand Rex à Paris le 26 avril 2008. Le réalisateur du film, Shinji Aramaki, ainsi que son producteur Joseph Chou étaient présents et ont répondu à quelques questions.

## Distribution

### Voix originales
- Ai Kobayashi : Deunan Knute
- Jûrôta Kosugi : Briareos Hecatonchires

### Voix françaises
- Laurence Sacquet : Deunan
- David Kruger : Briareos
- Sybille Tureau : Nike
- Nathalie Kanoui : Hitomi
- Damien Boisseau : Tereus
- Michel Vigné : Aecus
- Neta Landau : Yoshiro
- Franck Capillery : Yoshitsune
- Yves Beneyton : Kester
- Vanina Pradier : Xander
- Jérôme Pauwels : Arges
- Magali Barney : Athena
- Boris Rehlinger : Lance

Source : AnimeLand

### Voix québécoises
- Aurélie Morgane : Deunan Knute
- Louis-Philippe Dandenault : Briareos Hecatombcales
- Claudia-Laurie Corbeil : Hitomi
- Nicolas Charbonneaux-Collombet : Tereus
- Patrick Chouinard : Aecus
- Sébastien Delorme : Yoshitsune
- François Godin : Kester
- Geneviève Désilets : Xander
- Viviane Pacal : Athena
- Benoit Éthier : Lance
- Manon Arsenault : Yoshina

Source : Doublage Québec